# الیس گرین (بازیکن فوتبال)
الیس گرین (انگلیسی: Ellis Green؛ ۱۲ آوریل ۱۸۸۰ – ۱۸ سپتامبر ۱۹۳۶) بازیکن فوتبال بود.
از باشگاه‌هایی که در آن بازی کرده‌است می‌توان به باشگاه فوتبال برنتفورد اشاره کرد.